# Johannes Hopf
Per Johannes Hopf (Räng, 16 giugno 1987) è un ex calciatore svedese, di ruolo portiere.

## Carriera

### Club
Nativo della Scania, area nell'estremo sud della Svezia, Hopf ha iniziato lì la propria carriera con le prime presenze nelle serie minori.
Nell'estate 2008 si è unito ufficialmente all'Hammarby, squadra di Stoccolma, dopo un provino andato a buon fine. La stagione 2009 viene giocata da Hopf quasi interamente nell'Hammarby Talang FF, la squadra di sviluppo affiliata al club. Nello stesso anno, in occasione dell'ultima giornata di campionato, debutta in Allsvenskan con la prima squadra in occasione di Hammarby-Häcken 0-1, sconfitta ininfluente poiché la formazione biancoverde era già matematicamente retrocessa in Superettan.
Hopf inizia la stagione 2010 come riserva dell'ex nazionale svedese Rami Shaaban, ma dopo poche giornate conquista il posto da titolare (anche a causa di un infortunio occorso allo stesso Shaaban) e termina con 26 presenze all'attivo. Mantiene il posto tra i pali anche nelle annate successive. Nel 2010 e nel 2012 è stato eletto miglior giocatore dell'anno dai tifosi. Nel 2015, dopo la promozione ottenuta l'anno precedente, viene confermato titolare anche in Allsvenskan.
Il 1º luglio 2015 passa ai turchi del Gençlerbirliği. Anche in questo club è stato votato miglior giocatore stagionale del club per due anni, al termine dei campionati 2015-2016 e 2016-2017, inoltre nel 2016 viene anche incluso come portiere della top 11 del campionato turco. Al termine della stagione 2017-2018, che ha visto il Gençlerbirliği retrocedere in seconda serie, è scaduto il suo contratto con i rossoneri.
Libero da vincoli contrattuali, nel luglio 2018 Hopf firma un contratto triennale con l'Ankaragücü. La sua ultima partita per il club gialloblu la gioca ad ottobre, poi si infortuna a un dito e nel successivo mese di marzo arriva la notizia della rescissione.
Nel maggio 2020, in un'intervista, Hopf annuncia il suo ritiro dal calcio giocato a soli 32 anni a causa del protrarsi del dolore fisico dovuto a un problema all'anca. Nella stessa intervista il giocatore dichiara anche che in carriera ha giocato spesso con l'aiuto di antidolorifici, e che in quella che si è poi rivelata essere la sua ultima partita in carriera – contro il Bursaspor oltre un anno e mezzo prima – aveva realizzato come il dolore fosse eccessivo. A nulla è valso il tentativo di rientro nella primavera del 2019.

### Nazionale
Nel maggio 2016 il CT Nazionale svedese Erik Hamrén lo chiama ad allenarsi con la squadra come riserva, per cautelarsi in caso di infortunio di uno dei tre portieri convocati per Euro 2016.